# هاروارد (ماساتشوستس)
هاروارد (بالإنجليزية: Harvard, Massachusetts)‏ هي بلدة أمريكية تقع في الولايات المتحدة في مقاطعة ووستر (ماساتشوستس). يقدر عدد سكانها بـ 6,520 نسمة ومساحتها 69.9 كم2 وترتفع عن سطح البحر 128 متر.

## أعلام
- ليفي هاتشينز
- تابيثا بابيت